# Хайнрих LV (Ройс-Кьостриц)
Хайнрих LV Ройс-Кьостриц (на немски: Heinrich LV., Graf Reuss-Köstritz; * 1 декември 1768 в Кьостриц; † 9 април 1846 в Лондон) от род Ройс-Шлайц-Кьостриц, от Ройс младата линия е граф на Ройс-Кьостриц. Той е „предигер“ на „Хернхутер Брюдергемайне“ в Хавърфордуест и Уелс.
Той е най-малкият син на граф Хайнрих XXIII Ройс-Кьостриц (1722 – 1787) и графиня Ернестина Хенриета София фон Шьонбург-Векселбург (* 2 декември 1736, Векселбург; † 10 декември 1768, Кьостриц), дъщеря на граф Франц Хайнрих фон Шьонбург-Валденбург-Векселбург (1682 – 1746) и Йохана София Елизабет фон Шьонбург-Хартенщайн (1699 – 1739), дъщеря на граф Георг Алберт фон Шьонбург-Хартенщайн (1673 – 1716).
Майка му умира малко след раждането му. Баща му се жени втори път на 5 февруари 1780 г. за фрайин Фридерика Елеонора Доротея фон Бранденшайн (1727 – 1807).
Хайнрих LV Ройс-Кьостриц умира на 77 година на 9 април 1846 г. в Лондон и е погребан там на 18 април 1846 г.
Син му Хайнрих II Ройс-Кьостриц (1803 – 1852) става 1851 г. княз на Ройс.

## Фамилия
Хайнрих LV Ройс-Кьостриц се жени на 11 юли 1797 г. в Хернхут за баронеса Мари Юстин де Ватевил * 18 ноември 1762, Хернхут; † 21 май 1828, Лондон), дъщеря на барон Йохан де Ватевил и контеса Бенигна Юстина фон Цинцендорф-Потендорф. Те имат четири сина:
- Хайнрих LXXIII Ройс-Кьостриц (* 31 юли 1798, Лондон; † 16 януари 1855, Лондон), неженен
- Хайнрих LXXIII Ройс-Кьостриц (* 3 декември 1800, Бедфорд до Лондон; † 24 декември 1801, Бедфорд), неженен
- Хайнрих II Ройс-Кьостриц (* 13/31 март 1803, Цайст при Утрехт, Нидерландия; † 29 юни 1852, Ерфурт, Германия), става княз на Ройс 1851 г., женен на 4 август 1846 г. в Кастел за графиня Клотилда Шарлота София фон Кастел-Кастел (* 6 февруари 1821, Кастел; † 20 януари 1860, Лайпциг)
- Хайнрих III Ройс-Кьостриц (* 8 август 1804, Цербст; † 25 август 1804, Цербст)